# Hidròfil
Un hidròfil és una molècula o altra entitat molecular que és atreta per les molècules d'aigua i tendeix a ser dissolta per l'aigua.
En canvi, els hidròfobs no se senten atrets per l'aigua i poden semblar que aquesta els repel·leix. Els higroscòpics són atrets per l'aigua, però no es dissolen en aquesta.

## Molècules
Una molècula o porció de molècula hidròfila és aquella les interaccions de la qual amb l'aigua i altres substàncies polars són termodinàmicament més favorables que les seves interaccions amb l'oli o altres dissolvents hidròfobs. Normalment tenen polarització de càrrega i són capaços de formar enllaços d'hidrogen. Això fa que aquestes molècules siguin solubles no només en aigua sinó també en dissolvents polars.
Les molècules hidròfiles (i porcions de molècules) es poden contrastar amb les molècules hidròfobes (i porcions de molècules). En alguns casos, en una sola molècula es produeixen propietats hidròfiles i hidròfobes. Un exemple d'aquestes molècules amfifíliques són els lípids que formen la membrana cel·lular. Un altre exemple és el sabó, que té un cap hidròfil i una cua hidròfoba, cosa que li permet dissoldre's tant en aigua com en oli.
Les molècules hidròfiles i hidròfobes també es coneixen com a molècules polars i molècules no polars, respectivament. Algunes substàncies hidròfiles no es dissolen. Aquest tipus de mescla s'anomena col·loide.
Una regla general aproximada per a la hidrofilicitat dels compostos orgànics és que la solubilitat d'una molècula en aigua és superior a 1 massa % si hi ha almenys un grup hidròfil neutre per cada 5 carbonis, o almenys un grup hidròfil carregat elèctricament per cada 7 carbonis.
Les substàncies hidròfiles (per exemple, les sals) poden semblar que atreuen l'aigua de l'aire. El sucre també és hidròfil i, com la sal, de vegades s'utilitza per extreure aigua dels aliments. El sucre escampat sobre la fruita tallada "extreurà l'aigua" a través de la hidrofília, fent que la fruita quedi tova i humida, com en una recepta comuna de compota de maduixes.

## Productes químics
Els productes químics hidròfils líquids complexats amb productes químics sòlids es poden utilitzar per optimitzar la solubilitat dels productes químics hidròfobs.

### Productes químics líquids
Exemples de líquids hidròfils inclouen l'amoníac, els alcohols, algunes amides com la urea i alguns àcids carboxílics com l'àcid acètic.

#### Alcohols
Els grups hidroxil (-OH), que es troben en els alcohols, són polars i, per tant, hidròfils (els agrada l'aigua), però la seva porció de cadena de carboni és no polar, cosa que els fa hidròfobs. La molècula esdevé cada cop més no polar i, per tant, menys soluble en l'aigua polar a mesura que la cadena de carboni s'allarga. El metanol té la cadena de carboni més curta de tots els alcohols (un àtom de carboni), seguit de l'etanol (dos àtoms de carboni) i l'1-propanol juntament amb el seu isòmer 2-propanol, tots dos miscibles amb aigua. L'alcohol tert-butílic, amb quatre àtoms de carboni, és l'únic dels seus isòmers que és miscible amb l'aigua.

### Productes químics sòlids

#### Ciclodextrines
Les ciclodextrines s'utilitzen per fer solucions farmacèutiques capturant molècules hidrofòbiques com a hostes convidats. Com que els compostos d'inclusió de ciclodextrines amb molècules hidrofòbiques són capaços de penetrar els teixits corporals, es poden utilitzar per alliberar compostos biològicament actius en condicions específiques. Per exemple, la testosterona està complexada amb hidroxi-propil-beta-ciclodextrina (HPBCD), es va aconseguir una absorció del 95% de testosterona en 20 minuts per via sublingual, però l'HPBCD no es va absorbir, mentre que la testosterona hidrofòbica normalment s'absorbeix menys del 40% per via sublingual.

## Filtració per membrana
La filtració per membrana hidròfila s'utilitza en diverses indústries per filtrar diversos líquids. Aquests filtres hidròfils s'utilitzen en els camps mèdic, industrial i bioquímic per filtrar elements com ara bacteris, virus, proteïnes, partícules, fàrmacs i altres contaminants. Les molècules hidròfiles comunes inclouen col·loides, cotó i cel·lulosa (de la qual consisteix el cotó).
A diferència d'altres membranes, les membranes hidròfiles no requereixen una humectació prèvia: poden filtrar líquids en estat sec. Tot i que la majoria s'utilitzen en processos de filtració a baixa temperatura, molts teixits de membrana hidròfils nous s'utilitzen per filtrar líquids i fluids calents.